# Landesfeuerwehrverband (Deutschland)

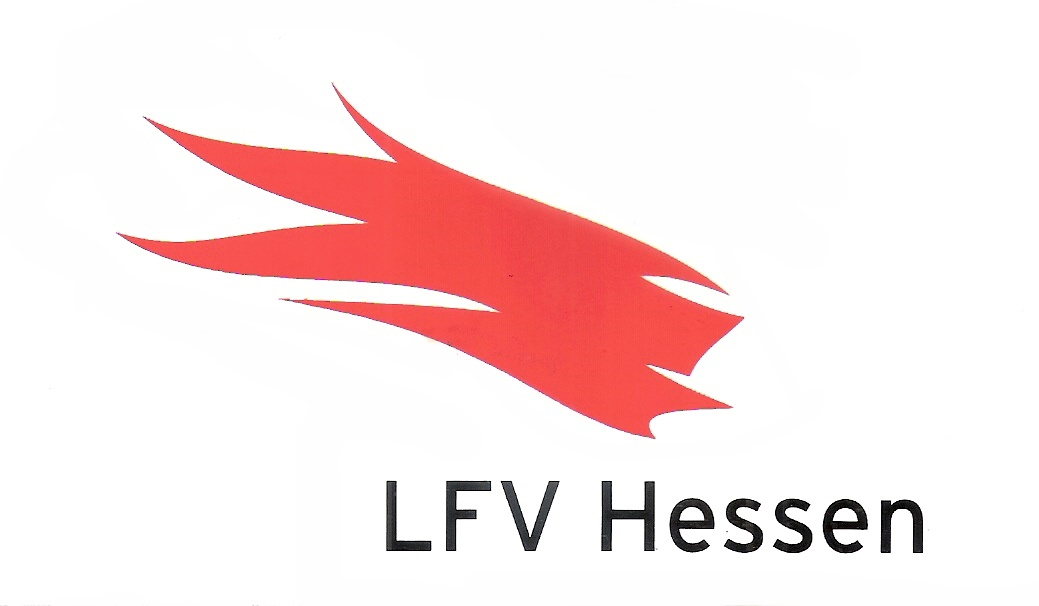
Logo des Landesfeuerwehrverbandes Hessen

Ein Landesfeuerwehrverband in Deutschland ist der jeweilige Fachverband der Feuerwehren in einem Bundesland. Jedes Bundesland hat einen eigenen Landesfeuerwehrverband.
Mitglieder sind die Kreisfeuerwehrverbände, Stadtfeuerwehrverbände, Bezirksfeuerwehrverbände, die Landesverbände der Berufsfeuerwehren und der Werkfeuerwehren. Die Aufgaben der Landesfeuerwehrverbände liegen hauptsächlich im Bereich Interessensvertretung, Öffentlichkeitsarbeit, Brandschutzerziehung und -aufklärung sowie Förderung des Feuerwehrwesens, Brand- und Katastrophenschutzes, der Aus- und Weiterbildung, der Feuerwehrmusik, der Jugendfeuerwehren sowie Kinderfeuerwehren. Ihr Dachverband ist der Deutsche Feuerwehrverband e. V.
In den 1970er Jahren bis Anfang der 1990er Jahre rief der Deutsche Feuerwehrverband mit seinen Landesfeuerwehrverbänden und weiteren untergeordneten Verbänden jährlich zur Durchführung der bundesweiten Brandschutzwoche jeweils unter einem anderen Motto auf, um die Feuerwehr-Akzeptanz in der Bevölkerung zu verbessern.